# Li Bingbing
Li Bingbing chinês: 李冰冰, pinyin: Lǐ Bīngbīng (Harbin, 27 de fevereiro de 1973) é uma atriz e cantora chinesa. O filme que a destacou foi Resident Evil: Retribution em 2012 como Ada Wong.

## Biografia
Li não tinha intenção de se tornar uma atriz e se matriculou inicialmente para ser professora. No entanto, após a formatura, ela descobriu o seu interesse em atuar e acabou por ser convencida por um amigo para se juntar ao Shanghai Drama Institute em 1993.
Sua estreia no cinema foi em Seventeen Zhang Yuan Years (1999), que lhe valeu o Best Actress Award no Festival de Cinema 1999 em Singapura. Em 2001, Li estrelou a série de televisão Young Justice Bao, que a levou a tornar-se uma das atrizes mais famosas da China. 
Ela também co-estrelou com Jet Li e Jackie Chan no filme de 2008 The Forbidden Kingdom como a Feiticeira Ni-Chang de cabelos brancos. Em novembro de 2009, Li ganhou o prêmio de Melhor Atriz Principal no 46 Golden Horse Awards de Cinema por seu papel no thriller de espionagem The Message.
Em 2010 Li aparece no papel de Shangguan Jing'er no filme de Tsui Hark, Detective Dee and the Mystery of the Phantom Flame; sua personagem neste filme é vagamente baseado em Shangguan Wan'er, um poeta, escritor e político da Dinastia Tang. Seu primeiro papel principal em um filme em inglês é em Snow Flower and the Secret Fan de Wayne Wang, produção de 2011, uma adaptação cinematográfica do romance de Lisa See de 2005 com o mesmo título. Em 2012 Li aparece em Resident Evil: Retribuição como Ada Wong.

## Filmografia
| Ano                     | Título                          | Papel       | 2018 | The Meg | Suyin |
| 7 Guardians of the Tomb | Jia                             |             | 2018 |         |       |
| 2014                    | Transformers: Age of Extinction | Su Yueming  |      |         |       |
| 2012                    | Resident Evil: Retribution      | Ada Wong    |      |         |       |
| 2011                    | 1911                            | Xu Zonghan  |      |         |       |
| 2011                    | Flor da Neve e o Leque Secreto  | Lily, Nina  |      |         |       |
| 2010                    | Triple Tap                      | Anna        |      |         |       |
| 2009                    | The Message                     | Li Ningyu   |      |         |       |
| 2008                    | The Forbidden Kingdom           | Feiticeira  |      |         |       |
| 2006                    | Linger                          | Fu Enjia    |      |         |       |
| 2005                    | Dragon Squad                    | Yu Ching    |      |         |       |
| 2004                    | For Love                        | Ma Lili     |      |         |       |
| 2004                    | Wainting Alone                  | Liu Rong    |      |         |       |
| 2003                    | Silver Hawk                     | Jane        |      |         |       |
| 2002                    | Purple Butterfly                | Tang Yiling |      |         |       |
| 1998                    | Seventeens Years                | Chen Jie    |      |         |       |
| 1995                    | Junsao                          | Enfermeira  |      |         |       |